# Santo Niño Island
Santo Niño Island (auch Limbangcavayan oder Limbacauayan) ist eine Insel in der Provinz Samar auf den Philippinen. Sie liegt etwa 27 km vor der Nordküste der Insel Biliran, 24 km südwestlich von Calbayog City und 45 km östlich der Insel Masbate im südlichen Teil der zentralen Samar-See. Die Insel hat eine Fläche von circa 19,40 km² und wird von der gleichnamigen Stadtgemeinde Santo Niño verwaltet. Die auf der Insel liegenden Barangays Baras, Basud, Buenavista, Cabunga-an, Ilijan, Ilo und Takut haben einen dörflichen Charakter.
Santo Niño Island ist vulkanischen Ursprungs. Die Insel hat eine dreieckige Form, deren Küstenlinie von flach eingeschnittenen Buchten geprägt wird. Die Topographie der Insel hat einen gebirgigen Charakter und steigt im Inselzentrum bis auf über 450 Meter über dem Meeresspiegel an. Der Pflanzenwuchs der Insel besteht teilweise aus dichter, tropischer Vegetation, in den Küstenarealen aber auch aus intensiv landwirtschaftlich genutzten Flächen. Eine touristische Infrastruktur existiert auf der Insel nicht.
Camandag Island liegt 13 km nördlich, nordwestlich liegen Karikiki Island in ca. 15 km, Almagro Island in 25 km und Tagapul-an Island in 44 km Entfernung. 24 km südwestlich lieget Maripipi Island. Santo Niño Island kann über die Häfen in Calbayog City, Cataingan und Kawayan erreicht werden.